# Liste der Kulturgüter in Laufen
Die Liste der Kulturgüter in Laufen enthält alle Objekte in der Gemeinde Laufen im Kanton Basel-Landschaft, die gemäss der Haager Konvention zum Schutz von Kulturgut bei bewaffneten Konflikten, dem Bundesgesetz vom 20. Juni 2014 über den Schutz der Kulturgüter bei bewaffneten Konflikten sowie der Verordnung vom 29. Oktober 2014 über den Schutz der Kulturgüter bei bewaffneten Konflikten unter Schutz stehen.
Objekte der Kategorien A und B sind vollständig in der Liste enthalten, Objekte der Kategorie C fehlen zurzeit (Stand: 1. Januar 2023).

## Kulturgüter
| Foto |                                                                                          | Objekt                                                    | Kat. | Typ | Standort                                         | Beschreibung |
| ---- | ---------------------------------------------------------------------------------------- | --------------------------------------------------------- | ---- | --- | ------------------------------------------------ | ------------ |
| ja   | Datei hochladen · Wikidata zu Christkatholische Kirche St. Katharina (Q19362770)         | Christkatholische Kirche St. Katharina KGS-Nr.: 01447     | A    | G   | Viehmarktgasse 63 604646 / 252471                |              |
| ja   | Datei hochladen · Wikidata zu Neolithisches Steinkistengrab (Q29678499)                  | Neolithisches Steinkistengrab KGS-Nr.: 01445              | B    | F   | Rennimattstrasse 50 604650 / 252500              |              |
| ja   | Datei hochladen · Wikidata zu Römische-katholische Kapelle St. Martin (Q29678567)        | Römisch-katholische Kapelle St. Martin KGS-Nr.: 01449     | B    | G   | Güterstrasse 3 604891 / 251786                   |              |
| ja   | Datei hochladen · Wikidata zu Römische-katholische Herz-Jesu-Kirche (Q29678549)          | Römisch-katholische Herz-Jesu-Kirche KGS-Nr.: 09933       | B    | G   | Röschenzerstrasse 29 604485 / 252260             |              |
| ja   | Datei hochladen · Wikidata zu Museum Laufental (Q27482976)                               | Museum Laufental KGS-Nr.: 12141                           | B    | S   | Viehmarktgasse 59 604605 / 252460                |              |
| ja   | Datei hochladen · Wikidata zu Rathaus mit Obertor (Q29678516)                            | Rathaus mit Obertor KGS-Nr.: 12142                        | B    | G   | Hauptstrasse 2 / Vorstadtplatz 1 604685 / 252248 |              |
| ja   | Datei hochladen · Wikidata zu Ringmauer Laufen (Q29678534)                               | Ringmauer mit Toren KGS-Nr.: 12143                        | B    | G   | Amthausgasse 1 604667 / 252484                   |              |
| ja   | Datei hochladen · Wikidata zu Stadthaus mit Brunnen (Q29678583)                          | Stadthaus mit Brunnen KGS-Nr.: 12144                      | B    | G   | Vorstadtplatz 2 604650 / 252225                  |              |
| BW   | Datei hochladen · Wikidata zu Spitalkapelle (Q118727444)                                 | Spitalkapelle KGS-Nr.: 16376                              | B    | G   | Lochbruggstrasse 37 604955 / 252738              |              |
| BW   | Datei hochladen · Wikidata zu Villa auf Saal (Q118727477)                                | Villa auf Saal KGS-Nr.: 16377                             | B    | G   | Saalweg 8, 12 604681 / 251314                    |              |
| BW   | Datei hochladen · Wikidata zu Villa Kleiber (Q118727739)                                 | Villa Kleiber KGS-Nr.: 16378                              | B    | G   | Allmendweg 18 604591 / 252575                    |              |
| BW   | Datei hochladen · Wikidata zu Römischer Gutshof von Müschhag (Q118747826)                | Römischer Gutshof von Müschhag KGS-Nr.: 17098             | B    | F   | Müschhag 605675 / 251375                         |              |
| BW   | Datei hochladen · Wikidata zu Frühneuzeitliche Ziegelöfen der Ziegelscheune (Q119175496) | Ziegelscheune, frühneuzeitliche Ziegelöfen KGS-Nr.: 17099 | B    | F   | Ziegelscheune 604610 / 251377                    |              |